# BM70

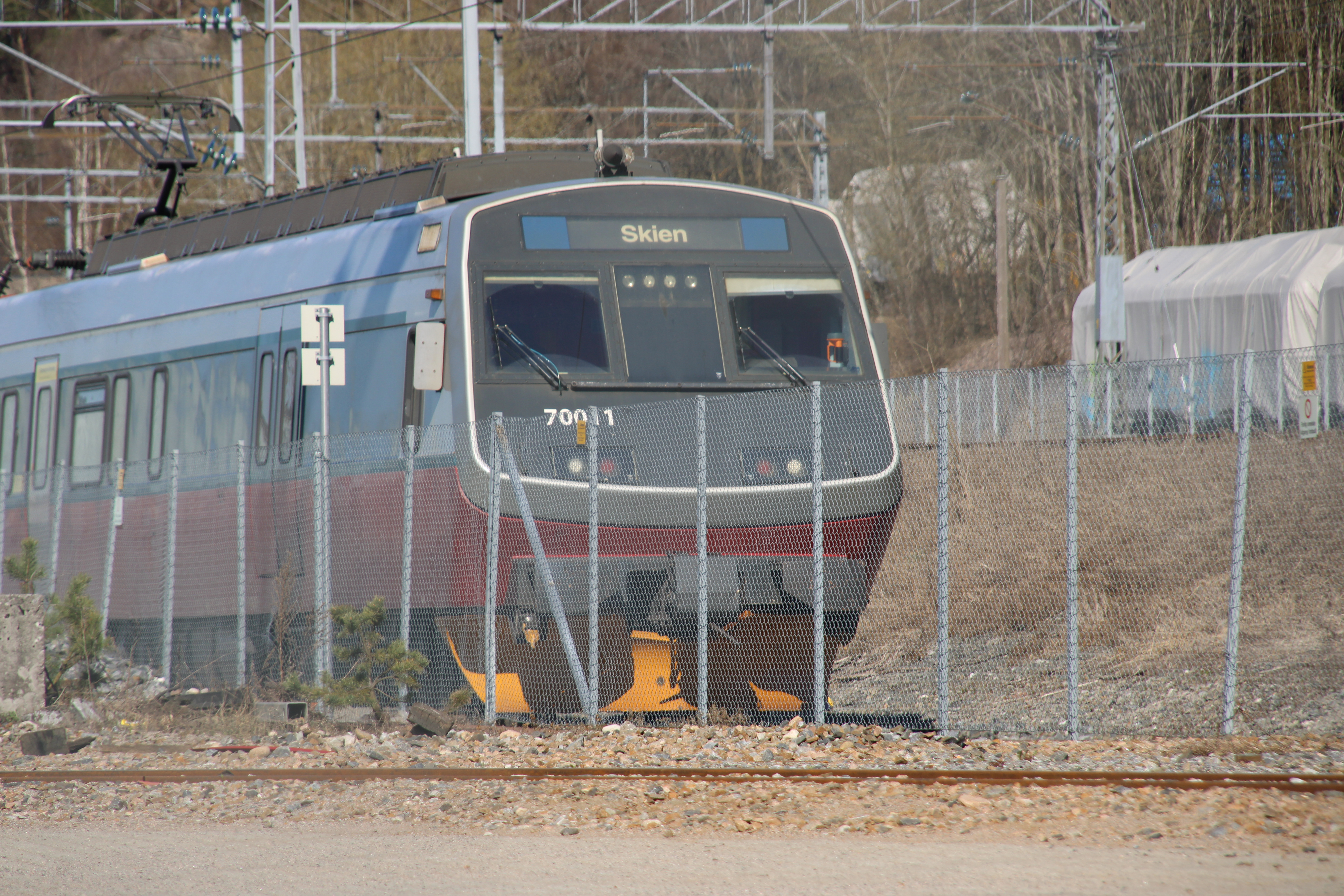
70-11 stationné à Borgestad

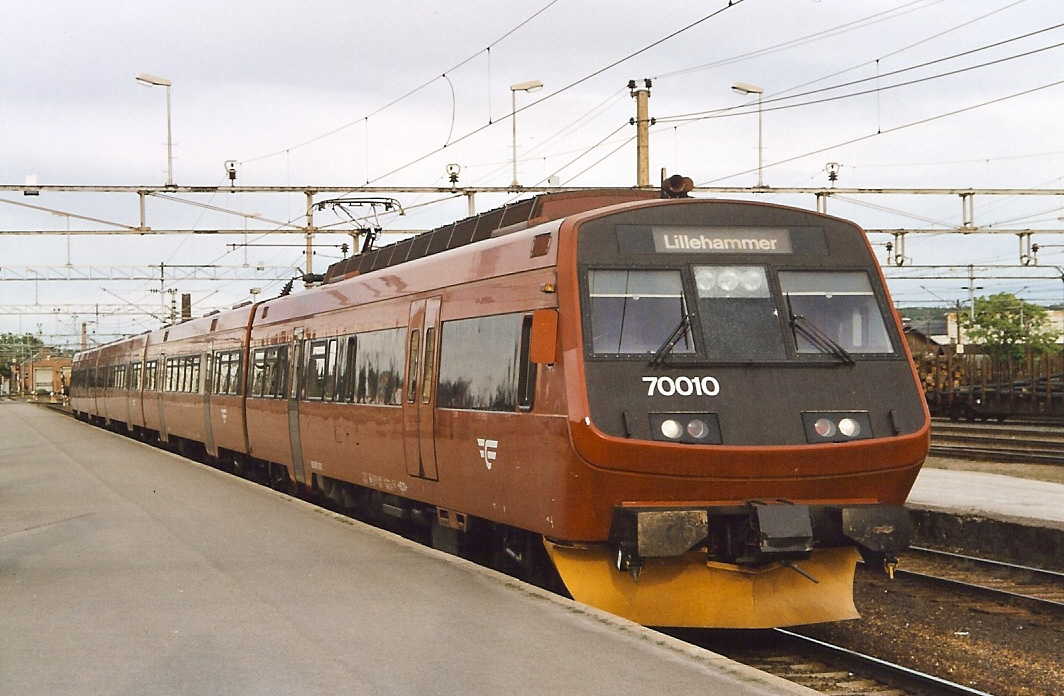
BM70 010 en gare de Hamar.

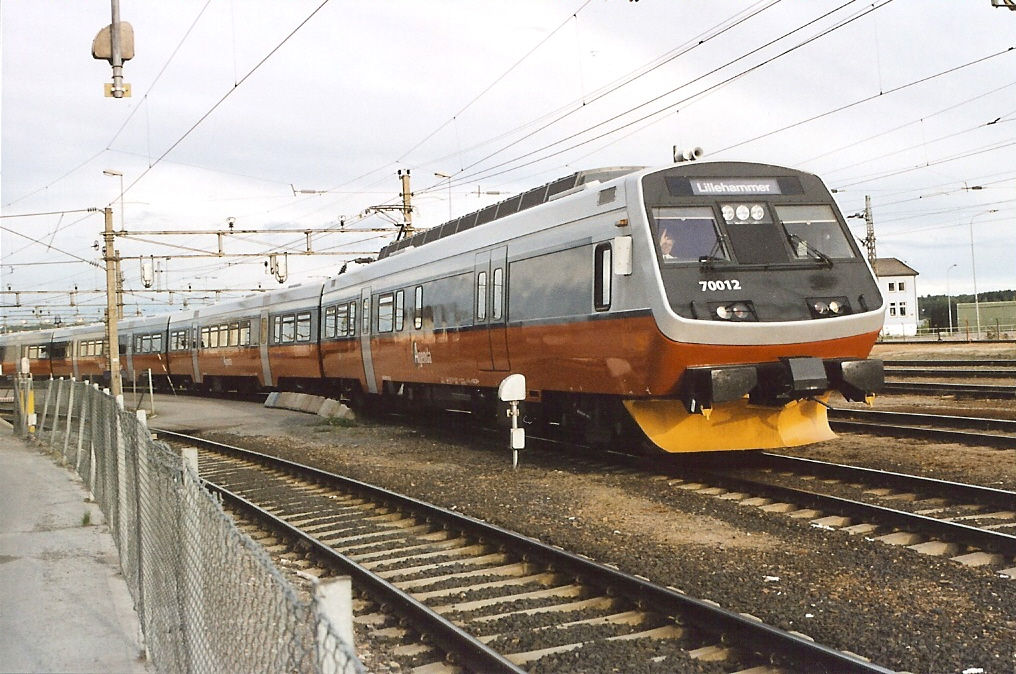
BM70 012 en gare de Hamar.

La BM70 est une automotrice électrique norvégienne utilisée par la compagnie du rail NSB pour les moyennes distances aux alentours d'Oslo. Elles sont en particulier utilisées sur les lignes Dovrebanen entre Oslo et Lillehammer, sur Vestfoldbanen et Gjøvikbanen.
Les BM70 ont été livrées comme des trains InterCity Express en 1992 et prirent leur service à un coût très élevé. Les machines flambant neuves ont été utilisées comme trains Agenda (le terme NSB pour les services sur moyennes distances). Certains des départs desservis par les BM70 se font lors de matins très tôt (oœil-rouge), services utilisés par des personnes ayant un long trajet à faire jusqu'à Oslo. De ce fait, une section « silencieuse » à bord du train est installée, où les portables et les conversations à voix haute sont interdites.
En tout, 16 BM70 furent construites, et toutes sont encore en service aujourd'hui. Les concepteurs étaient Duewag, ADtranz et Vst. Sundland.

## Spécifications
- Longueur totale: 104.8 m
- Masse totale: 206 tonnes
- Vitesse maximale: 160 km/h
- Capacité en voyageurs: 44 en première classe/186 en seconde classe